# Cijeruk (Mekar Baru)
Cijeruk is een bestuurslaag in het regentschap Tangerang van de provincie Banten, Indonesië. Cijeruk telt 4772 inwoners (volkstelling 2010).